# Farit Gabidullin
Farit Gabdulkhayevich Gabidullin (en ruso: Фарит Габдулхаевич Габидуллин; nacido el 5 de diciembre de 1972) y Timur Gabdulkhayevich Gabidullin (en ruso: Тимур Габдулхаевич Габидуллин; nacido el 5 de diciembre de 1972) son un par de asesinos en serie soviético-rusos que fueron responsables de al menos 14 asesinatos y violaciones de niñas y mujeres en el Óblast de Cheliábinsk entre 1989 y 2000. Ambos fueron declarados culpables y sentenciados por sus respectivos papeles en los crímenes, pero algunos sospechan que podrían haber matado a muchas más personas de las que fueron condenados.

## Primeros años
Los hermanos Gabidullin nacieron el 5 de diciembre de 1972 en Cheliábinsk. Procedían de un entorno desfavorecido, ya que sus padres eran alcohólicos y su padre, un delincuente reincidente, fue encarcelado poco después de que ellos nacieran. Con tan solo tres años, ambos hermanos fueron abandonados por su madre y dejados al cuidado de su abuela, mientras ella abandonaba su hogar y comenzaba a vivir en la calle.
Temprano en su infancia, tanto Farit como Timur comenzaron a mostrar signos de enfermedad mental y, después de que se les diagnosticara oficialmente como discapacitados intelectuales, fueron colocados en educación especial. Ninguno de los dos mostró interés en completar sus estudios, por lo que los hermanos pasaban el tiempo jugando, negándose a entablar amistad con sus compañeros y enojando constantemente a su abuela. El pasatiempo favorito de Farit y Timur era pasear por las calles o por el cementerio cercano, donde destrozaban monumentos y profanaban tumbas.
Después de la muerte de su abuela y de graduarse de la escuela secundaria, los hermanos Gabidullin se ganaron la vida cometiendo pequeños robos y haciendo trabajos ocasionales, pero nunca lograron permanecer en un solo lugar de trabajo durante un período prolongado.

## Arresto e investigación
En octubre de 2000, investigadores del Departamento de Policía de Chelyabinsk detuvieron a los hermanos bajo sospecha de violar y asesinar a una mujer de 23 años. Durante sus interrogatorios, los gemelos confesaron haber violado y asesinado brutalmente a la víctima en las vías del tren, pero, para sorpresa de los investigadores, también admitieron haber cometido un total de 30 crímenes de este tipo en la región. Según Farit, su primera víctima fue su propia madre, a quien mataron durante una pelea en 1989. Afirmó que ambos desmembraron su cuerpo y luego enterraron los restos en algún lugar del bosque en las afueras de Chelyabinsk, ya que las autoridades no pudieron. para encontrar la supuesta ubicación, todavía figura oficialmente como persona desaparecida.
Los hermanos afirmaron que todas sus víctimas posteriores fueron niños, niñas y miembros marginados de la sociedad. Su modus operandi consistía en escoger víctimas al azar en la estación de tren o autobús, tras lo cual les invitaban a tomar una copa en el cementerio Mitrofanovsky. Si las circunstancias favorecieran a los criminales, atacarían a su víctima elegida, agrediéndola sexualmente y luego matándola de diversas maneras. Una gran proporción de sus víctimas eran de otras localidades o personas sin hogar, por lo que sus desapariciones fueron tratadas con negligencia por parte de la policía local. Según Farit, algunas de sus víctimas eran pensionistas crédulos que habían conocido en las calles de Chelyabinsk, a quienes se ofrecían a transportar objetos pesados o acompañarlos a casa. Si lograban ganarse la confianza de la víctima o vivían solos, irrumpían en su apartamento, agredían sexualmente a la víctima y luego la mataban.
Farit, que parecía ser la líder de la pareja, dijo a los investigadores que su víctima más joven era una niña de 12 años llamada Nadya Malchikova. Dijo que después de verla en uno de los parques de la ciudad, intentó persuadirla para que tuviera intimidad con él; cuando ella se negó, Farit le arrancó la ropa y le infligió varios cortes superficiales en el cuerpo con su cuchillo. Admitió haber intentado violar a Malchikova, pero no pudo mantener una erección al ver su sangre. Farit afirmó que la torturó durante las siguientes cuatro horas, golpeando y sodomizando a Malchikova con ramas secas, un trozo de alambre de hierro, el mango de su cuchillo y una bomba oxidada. Después de que ella finalmente perdió el conocimiento, él la arrastró a un hormiguero cercano y le prendió fuego, matándola en el proceso.
En sus confesiones, los hermanos indicaron que enterraron los cuerpos en el cementerio Mitrafanovsky, cerca de la planta automotriz. Durante un experimento de investigación, Farit indicó una posible tumba y, después de cavar un hoyo a tres metros de profundidad, los agentes del orden desenterraron más de 100 cráneos humanos y varios cientos de fragmentos de huesos. Las autopsias determinaron que la mayoría de ellos habían muerto por algún tipo de lesión cerebral traumática o habían recibido un disparo en la cabeza. Debido a esto, se determinó que algunos de los restos pertenecían a víctimas del Terror Rojo que habían sido enterradas aquí, pero el resto pertenecía a personas cuyas muertes ocurrieron en la década de 1990. Debido a esto, los investigadores sospecharon que los hermanos Gabidullin estaban diciendo al menos una verdad parcial y eran responsables de múltiples asesinatos adicionales.

## Juicio y encarcelamiento
Al final, los fiscales lograron demostrar la participación de los hermanos en 14 asesinatos. Aunque los Gabidullin se retractaron de sus confesiones y se declararon inocentes, el Tribunal Regional de Cheliábinsk los declaró culpables el 11 de octubre de 2001. Farit Gabidullin fue declarado culpable de 10 asesinatos y condenado a cadena perpetua, mientras que Timur fue declarado culpable de cuatro y condenado a 25 años de prisión. La razón de la sentencia más indulgente de Timur se debió al hecho de que los jueces del tribunal determinaron que su papel real en la organización y planificación de los asesinatos era mínimo y que simplemente actuó por orden de su hermano gemelo.

### Consecuencias
Después de su condena, Gabidullin fue transportado a la prisión de Delfín Negro, donde permanece desde 2022. En mayo de 2021, se puso en contacto con la Fiscalía del Óblast de Chelyabinsk y confesó otro asesinato; afirmó que en 2002 había atacado a un hombre en el baño de una estación de ferrocarril en Zlatoúst y lo apuñaló en el abdomen y el pecho, matándolo. Su testimonio fue desestimado casi instantáneamente, ya que el presunto delito había ocurrido dos años después de que él y su hermano fueran arrestados. Después de este incidente, se ordenaron exámenes médicos adicionales para Farit y presumiblemente está recibiendo tratamiento.